# 구례중앙초등학교
구례중앙초등학교는 대한민국 전라남도 구례군 구례읍 봉남리에 있는 공립 초등학교이다.

## 학교 연혁
- 2020년 3월 1일: 제29대 고효숙 교장 부임
- 2020년 2월 14일: 제110회 졸업 (15,516명)
- 2008년 3월 19일: 개교 100주년 행사
- 1994년 2월 28일: 계산분교장 통폐합
- 2000년 2월 29일: 신월분교장 통폐합
- 1994년 9월 1일: 구례남초등학교 신월분교장 격하
- 1988년 3월 1일: 구례서초등학교 계산분교장 격하
- 1982년 2월 25일: 병설유치원설립
- 1908년 3월 19일: 봉양보통학교 개교

## 참고 자료
- 구례중앙초등학교 - 한국교육학술정보원 학교알리미